# 謝爾曼 (密西西比州)
謝爾曼（英語：Sherman）是位於美國密西西比州李縣、龐托托克縣及尤寧縣的城鎮。

## 人口
根據2020年美國人口普查的數據，謝爾曼的面積為4.51平方千米，皆為陸地。當地共有人口600人，而人口密度為每平方千米133人。